# Serguei Bocharnikov
Serguéi Bocharnikov –en ruso, Сергей Бочарников; en bielorruso, Сяргей Бачарнікаў, Siarhei Bacharnikau– (Járkov, URSS, 28 de febrero de 1988) es un deportista bielorruso que compite en biatlón.
Ganó tres medallas en el Campeonato Europeo de Biatlón, en los años 2019 y 2020.

## Palmarés internacional
| Campeonato Europeo | Campeonato Europeo           | Campeonato Europeo | Campeonato Europeo |
| Año                | Lugar                        | Medalla            | Prueba             |
| ------------------ | ---------------------------- | ------------------ | ------------------ |
| 2019               | Minsk-Raubichi (Bielorrusia) | Medalla de bronce  | Relevo mixto       |
| 2020               | Minsk-Raubichi (Bielorrusia) | Medalla de oro     | Supervelocidad     |
| 2020               | Minsk-Raubichi (Bielorrusia) | Medalla de oro     | Persecución        |